# 托比昂·布隆達爾

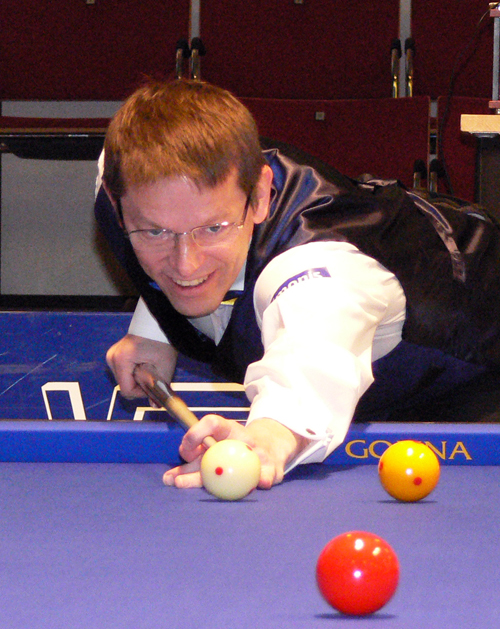
托比昂·布隆達爾

托比昂·布隆達爾（瑞典語：Torbjörn Blomdahl，1962年10月26日—），是瑞典的一位職業開侖撞球選手，出生於哥德堡。他曾五次獲得三顆星世界冠軍，包括1986年、1987年、1991年、1997年和2015年。
布隆達爾曾經贏得了15次三顆星世界冠軍，其中5次來自UMB，10次來自BWA，僅次於雷蒙·瑟勒曼斯的24次。他也是史上唯一一位成為該項目世界冠軍的瑞典人。他贏得了8次CEB歐洲三顆星冠軍，以及18次瑞典冠軍。他的最高單桿得分是24，最高比賽得分是9輪出桿得到50分（平均5.555）。
布隆達爾贏得的其他錦標賽包括2004年Carom Café國際錦標賽對陣Ramon Rodriguez ，和第一場李商天國際公開賽擊敗土耳其的塞米赫·賽吉納。2008年，布隆達爾以犧牲狄克·雅斯柏斯為代價贏得了獎金豐富的Agipi Masters錦標賽。
布隆達爾在落袋式撞球方面也表現出色，曾經在綜合項目比賽中擊敗韓國職業選手Jeong Young-Hwa 和菲律賓職業選手艾夫倫·雷耶斯，比賽項目包括三顆星、9號球和8號球。他也在曾在14.1比賽中單桿得了100分。